# Enrico Bertone
Pour les personnes ayant le même patronyme, voir Bertone.
Enrico Bertone, né le 24 septembre 1958, est un ancien pilote de rallye italien.

## Biographie
Il a débuté la compétition automobile en 1986.
Il a concouru en championnat d'Europe des rallyes de 1991 à 2002.
Son copilote était essentiellement Max Chiapponi, de 1993 à 2002.

## Palmarès
- Double Champion d'Europe des rallyes, en 1995 sur Toyota Celica Turbo 4WD, et 1999 sur Renault Maxi Megane;
- Double (le seul) vainqueur de la Coupe d'Europe des conducteurs de rallyes en catégorie Formule 2 (1.6L.): 1999 (sur Renault Mégane Maxi), et 2001 (sur Peugeot 306 Maxi);
- Champion de Tchéquie des rallyes, en 1995 sur Toyota Celica Turbo 4WD;
- Champion de Slovaquie des rallyes, en 1998 sur Toyota Celica GT Four;
  - 3e du championnat d'Europe des rallyes en 1996;
  - 3e du championnat de Tchéquie en 1994;

### 1 victoire en Coupe du monde FIA des constructeurs 2 Litres
- 1994: rallye d'Espagne (30e rallye Catalunya-Costa Brava)

### 11 victoires en championnat d'Europe
- 1995, 1997 et 1998: rallye Barum
- 1995 et 1996: rallye de Bulgaria
- 1995: rallye de Pologne
- 1995: rallye ADAC d'Allemagne
- 1995: rallye de Bohème
- 1998 et 1999: rallye de Croatie
- 1999: rallye Albena - Bulgaria

(nb: également 2e du rallye d'Antibes en 1999)

### Victoires en championnat de Tchéquie
- 1994 et 1995: rallye Magnum
- 1994: rallye Ještěd
- 1994: rallye Barum (2e au général)
- 1994: rallye Příbram
- 1995: rallye Šumava
- 1995: rallye Úslava
- 1995: rallye Krumlov
- 1995, 1997 et 1998: rallye Barum
- 1995: rallye de Bohème

### Victoires en championnat de Slovaquie
- 1998: rallye Prešov
- 1998: rallye Košice (3e au général)
- 1998: rallye Veszprém (4e au général - Bulgare)
- 1998: rallye Senica
- 1998: rallye Barum (Tchéquie)

### Autres victoires
- 1994: Rallysprint Kopná (Tchéquie)

## Autre
- 1985 : Participation au rallye Dakar avec comme copilote Paolo Travaglia sur camion Iveco 75 (camion n°611)[1]